# Gonzalo Bueno (tenista)
Gonzalo Sebastián Bueno Rodríguez (Trujillo, 3 de abril de 2004) es un tenista peruano. Es conocido por participar en el equipo de tenis de Perú desde el 2023, capitaneado por Luis Horna.

## Reseña biográfica
Bueno tiene un ranking Asociación de Tenistas Profesionales (ATP) de individuales de 239, el más alto de su carrera, logrado el 13 de noviembre de 2024. También tiene un ranking ATP de dobles de 407, el más alto de su carrera, logrado el 11 de septiembre de 2023. 
Bueno representa a Perú en la Copa Davis, donde tiene un récord de W/L de 0-0. [2] Ganó el oro tanto en individuales masculinos como en dobles masculinos en los Juegos Panamericanos Junior de 2021 en junio de 2022 en Cali (Colombia).
En junio de 2022 clasificó en la final de dobles juniors del Abierto de París (Roland Garros Júnior) con su amigo Ignacio Buse, de la misma edad, marcha en el puesto 12 del ranking ITF (9 en enero) que luego de dejar en el camino a la dupla Peter Nad (Eslovaquia) y Martyn Pawelski (Polonia) con parciales de 6-4 y 6-0 en 54 minutos de juego. Los peruanos también jugaron Wimbledon Júnior donde cayeron en primera ronda en un partido luchado, el Us Open Júnior donde llegaron a semifinales.
En los Juegos Panamericanos Júnior de 2021, ambos se quedaron con la medalla de oro en dobles.
Gonzalo Bueno representa a Perú en la Copa Davis, donde tiene un récord de W/L de 0-0. Es considerado uno de los prospectos más prometedores que salen de Perú junto con su amigo Ignacio Buse, quien firmó para jugar tenis universitario en la Universidad de Georgia.

## Distinciones
- Juegos Panamericanos Júnior de 2021 medalla de oro en tenis individuales junio 2022

## Títulos ATP Challenger (4; 3+1)

### Individuales (3)
| N.° | Fecha               | Torneo       | Superficie | Oponente en la final | Resultado      |
| --- | ------------------- | ------------ | ---------- | -------------------- | -------------- |
| 1.  | 14 de enero de 2024 | Buenos Aires | Arcilla    | Dmitry Popko         | 6-4, 2-6, 7-64 |
| 2.  | 28 de abril de 2024 | Concepción   | Arcilla    | Juan Pablo Ficovich  | 6-4, 6-0       |
| 3.  | 3 de agosto de 2025 | Liberec      | Arcilla    | Genaro Olivieri      | 6-2, 2-0 Ret.  |

### Dobles (1)
| N.º | Fecha                | Torneo | Superficie | Compañero      | Oponentes en la final    | Resultado |
| --- | -------------------- | ------ | ---------- | -------------- | ------------------------ | --------- |
| 1.  | 26 de agosto de 2022 | Lima   | Arcilla    | Daniel Vallejo | Ignacio Busé Jorge Panta | 6-4, 6-2  |

## Títulos ITF (4; 3+1)

### Individuales (3)
| N.º | Fecha                   | Torneo                             | Superficie | Oponente en la final | Resultado |
| --- | ----------------------- | ---------------------------------- | ---------- | -------------------- | --------- |
| 1.  | 13 de noviembre de 2022 | M15 Lima                           | Arcilla    | Ignacio Busé         | 6-4, 6-1  |
| 2.  | 9 de abril de 2023      | M15 Santo Domingo de los Tsachilas | Arcilla    | Andrés Andrade       | 6-2, 6-1  |
| 3.  | 16 de abril de 2023     | M15 Santo Domingo de los Tsachilas | Arcilla    | Ignacio Monzón       | 6-4, 6-2  |

### Dobles (1)
| N.º | Fecha               | Torneo     | Superficie | Pareja              | Oponentes en la final            | Resultado |
| --- | ------------------- | ---------- | ---------- | ------------------- | -------------------------------- | --------- |
| 1.  | 24 de julio de 2022 | M15 Gubbio | Arcilla    | Álvaro Guillén Meza | Francesco Forti Gabriele Piraino | W/O       |

TÍTULOS  INDIVIDUALES ITF Junior
| N.º | Fecha                   | Torneo      | Superficie | Oponente en la final    | Resultado           |
| --- | ----------------------- | ----------- | ---------- | ----------------------- | ------------------- |
| 1.  | 18 de julio de 2021     | JA Milán    | Arcilla    | Jakub Mensik            | 6-3, 7-64           |
| 2.  | 17 de abril de 2021     | J3 San José | Dura       | Ekansh Kumar            | 62-7, 6-1, 1-0 Ret. |
| 3.  | 12 de diciembre de 2020 | J5 Lima     | Arcilla    | Nicolás Villalón Valdez | 6-3, 6-2            |
| 4.  | 17 de agosto de 2019    | J5 Lima     | Arcilla    | Max Basing              | 1-6, 6-3, 6-2       |

TÍTULOS  DOBLES ITF Junior
| N.º | Fecha                | Torneo              | Superficie | Compañero                         | Oponentes en la final                               | Resultado |
| --- | -------------------- | ------------------- | ---------- | --------------------------------- | --------------------------------------------------- | --------- |
| 1.  | 9 de abril de 2022   | JB1 Lima            | Arcilla    | Ignacio Buse                      | Juan Manuel La Serna Lautaro Midón                  | 6-4, 6-0  |
| 2.  | 5 de febrero de 2022 | JB Lima             | Arcilla    | Ignacio Buse                      | Asahi Harazaki Hayato Matsuoka                      | W/O       |
| 3.  | 24 de abril de 2021  | J3 San José         | Arcilla    | Daniel Vallejo                    | Lucas Brítez Martín Antonio Vergara del Puerto      | 6-4, 7-6  |
| 4.  | 27 de marzo de 2021  | JB1 Armenia         | Arcilla    | Daniel Vallejo                    | Ignacio Buse Christopher Li                         | 6-2, 6-1  |
| 5.  | 20 de marzo de 2021  | J1 Barranquilla     | Arcilla    | Álvaro Guillen Meza               | Ignacio Buse Christopher Li                         | 6-3, 7-5  |
| 6.  | 17 de agosto de 2019 | JB Lima             | Arcilla    | Juan José Germán Vargas Gutiérrez | Ignacio Buse Mauricio Gutiérrez                     | 6-1, 6-2  |
| 7.  | 29 de junio de 2019  | J5 Aarhus Dinamarca | Arcilla    | Daniel Vallejo                    | GUARIDA Richard Biagiotti GUARIDA Gustav Theilgaard | 6-2, 6-4  |

## Evolución en el ranking ATP
Variaciones en el ranking ATP al final de la temporada.
| Año >                   | 2021  | 2022 | 2023 | 2024 | 2025 |
| ----------------------- | ----- | ---- | ---- | ---- | ---- |
| Ranking en individuales | 1488T | 545  | 418  | 240  |      |